# Initial coin offering
Un Initial Coin Offering (ICO) (din eng. "ofertă inițială de monede") este un tip de crowdfunding ce folosește criptomonede pentru atragerea de capital inițial de către startup-uri. Într-un ICO, o cantitate de criptomonede, denumite colocvial și "jetoane" (eng. token-uri), este vândută inițial investitorilor, în schimbul banilor cash sau a altor criptomonede, cum ar fi Bitcoin sau Ethereum. Aceste jetoane sunt promovate ca viitoarele criptomonede dacă obiectivul ICO-ului este atins și proiectul este lansat. În ultimii ani, multe ICO-uri au fost predispuse la escrocherii și încercări de încălcare ale legii. 
ICO-urile oferă un mijloc prin care startup-urile evită anumite costuri și reglementări, precum și intermediari precum bănci, fonduri de investiții sau burse de valori, dar prezintă în consecință un risc crescut pentru investitori. ICO-urile pot cădea în afara reglementărilor existente, și în funcție de natura proiectului, pot fi chiar interzise în unele țări precum China sau Coreea de Sud.
Aproape jumătate din ICO-urile ce au avut loc în 2017 nu a reușit până în februarie 2018.

## Istorie
Primul ICO, prin oferirea de "jetoane" electronice, a fost organizat de Mastercoin în iulie 2013. Ethereum a orgnaizat un ICO în 2014 și a reușit să strângă o sumă de 3.700 bitcoin în primele 12 ore, egală cu aproximativ 2,3 milioane de dolari la momentul respectiv. Un alt ICO a fost organizat de către Karmacoin în aprilie 2014, pentru proiectul Karmashares.
Până la sfârșitul anului 2017, ICO-urile au adunat de aproape 40 de ori mai mult capital decât în 2016, deși această sumă reprezintă mai puțin de doi la sută din capitalul total al ofertelor publice inițiale. Potrivit ziarului Cointelegraph, companiile au adunat aproximativ 6 miliarde de dolari prin intermediul ICO-urilor în 2017; 37% din această sumă a fost făcută de numai 20 de ICO-uri.
Dintre IPO-urile din 2017, aproximativ 46% picaseră deja până în februarie 2018.
Ethereum este, din februarie 2018, platforma principală pentru ICO-uri cu cotă de piață de peste 80%. Jetoanele sunt în general bazate pe standard-ul Ethereum ERC20. Potrivit Cointelegraph, aproximativ 10% din ICO-urile de pe rețeaua Ethereum au fost scheme de înșelăciune electronică, scheme Ponzi precum și alte escrocherii.